# 斯文堡市鎮
斯文堡市鎮（丹麥語：Svendborg Kommune）是丹麥的一個市鎮，包括菲英島最南部和措辛厄島，屬南丹麥大區。面積417平方公里，2009年人口59,185人。行政中心为斯文堡。
2007年由原斯文堡市鎮和其他兩個市鎮合併而成。